# Credit One Charleston Open 2025
Открытый чемпионат Чарлстона 2025 (по спонсорским причинам известный как Credit One Charleston Open 2025) — профессиональный женский теннисный турнир, который разыгрывался на открытых грунтовых кортах Credit One Stadium.
Турнир-2025 является 53-м по счёту, проводящимся здесь. В этом году он относился к серии WTA 500, проводящихся в рамках WTA Тура.
Соревнования проходили в Чарлстоне с 31 марта по 6 апреля 2025 года. Турнир входил в серию соревнований, расположенную в календаре между крупным турниром в Майами и Открытым чемпионатом Франции.
Прошлогодние победительницы:
- в одиночном разряде —  Даниэль Коллинз
- в парном разряде —  Эшлин Крюгер и  Слоан Стивенс

## Общая информация
Все игроки, представляющие Россию и Беларусь, выступавшие на южнокаролинских кортах, были заявлены в нейтральном статусе. Дарья Касаткина, один из лидеров российского одиночного тенниса, накануне турнира объявила об отказе от российского спортивного гражданства и перехода под флаг Австралии.
Первым номером посева в одиночном турнире стала Джессика Пегула (№ 4 в мире на тот момент). 31-летняя теннисистка выиграла один за другим пять матчей, в четвертьфинале справившаяся с прошлогодней чемпионкой Даниэль Коллинз, а в финале переигравшая Софиью Кенин. Сеянные заняли 14 из 16 мест в третьем раунде.
Лидерами посева в парном турнире стали Елена Остапенко и Эрин Рутлифф (5-я и 3-я ракетки мира в тот период). Представительницы Латвии и Новой Зеландии выиграли один за другим четыре матча, а в финале справились с Кэролайн Доулхайд и Дезире Кравчик. Прошлогодние чемпионки — Эшлин Крюгер и Слоан Стивенс — не защищали свой титул. Сеянные заняли два места в полуфиналах.

## Соревнования

### Одиночный турнир
- Джессика Пегула обыграла  Софию Кенин со счётом 6-3 7-5.
- Пегула выиграла 2-й одиночный титул в сезоне и 8-й за карьеру в основном туре ассоциации.
- Кенин сыграла 1-й одиночный финал в сезоне и 10-й за карьеру в основном туре ассоциации.

### Парный турнир
- Елена Остапенко /  Эрин Рутлифф обыграли  Кэролайн Доулхайд /  Дезире Кравчик со счётом 6-4 6-2.
- Остапенко выигрывает 2-й парный титул в сезоне и 11-й за карьеру в основном туре ассоциации.
- Рутлифф выигрывает 1-й парный титул в сезоне и 9-й за карьеру в основном туре ассоциации.